# Bosasella polyclada
Bosasella polyclada is een mosselkreeftjessoort uit de familie van de Hemicytheridae. De wetenschappelijke naam van de soort is voor het eerst geldig gepubliceerd in 1981 door Hu.